# Lista de presidentes do Sri Lanka
Esta é a lista de presidentes do Sri Lanka, que inclui as pessoas juramentadas ao cargo como Presidente do Sri Lanka após a proclamação da república do Sri Lanka em 1972. 

## Presidentes
| №  | Presidente | Presidente                          | Mandato                                         | Partido      | Eleição   |
| -- | ---------- | ----------------------------------- | ----------------------------------------------- | ------------ | --------- |
| 1  |            | William Gopallawa (1896-1981)       | 24 de maio de 1972 - 4 de fevereiro de 1978     | Independente | —         |
| 2  |            | J.R. Jayewardene (1906-1996)        | 4 de fevereiro de 1978 - 2 de janeiro de 1989   | UNP          | 1982      |
| 3  |            | Ranasinghe Premadasa (1924-1993)    | 2 de janeiro de 1989 – 1 de maio de 1993        | UNP          | 1989      |
| 4  |            | Dingiri Banda Wijetunga (1916-2008) | 1 de maio de 1993 – 24 de novembro de 1994      | UNP          | —         |
| 5  |            | Chandrika Kumaratunga (n.1945)      | 24 de novembro de 1994 – 19 de novembro de 2005 | SLFP         | 1994 1999 |
| 6  |            | Mahinda Rajapaksa (n.1945)          | 9 de novembro de 2005 – 9 de janeiro de 2015    | SLFP         | 2005 2010 |
| 7  |            | Maithripala Sirisena (n.1951)       | 9 de janeiro de 2015 – 18 de novembro de 2019   | SLFP         | 2015      |
| 8  |            | Gotabaya Rajapaksa (n.1949)         | 18 de novembro de 2019 – 13 de julho de 2022    | SLPP         | 2019      |
| 9  |            | Ranil Wickremesinghe (n.1949)       | 13 de julho de 2022 – 23 de setembro de 2024    | UNP          | —         |
| 10 |            | Anura Kumara Dissanayake (n.1968)   | 23 de setembro de 2024 _ atualidade             | NPP          | 2024      |